# Yang Ming Marine Transport

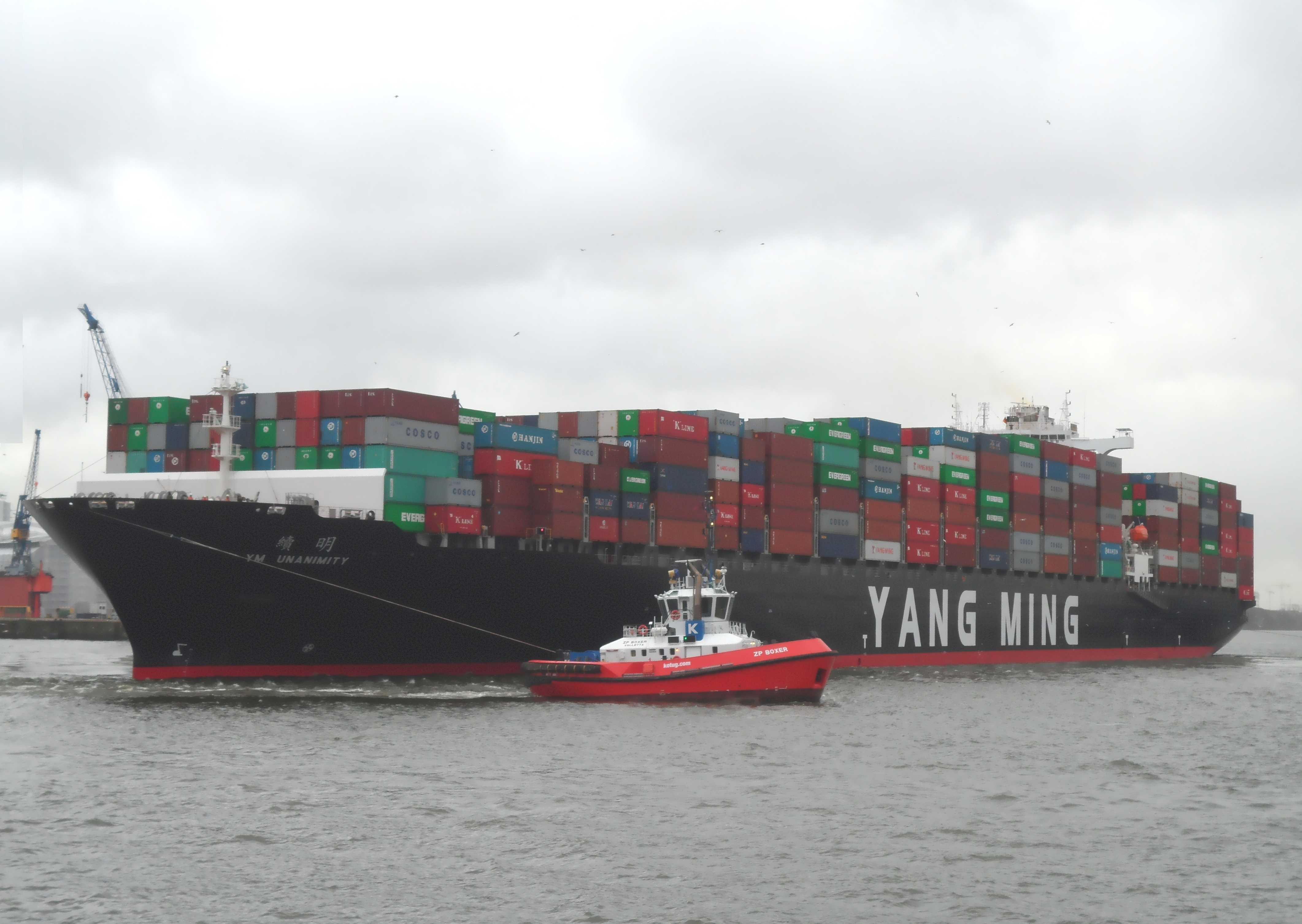
Conteneurs YM Unanimity en tournant dans le port de Hambourg

Yang Ming Marine Transport (chinois:  陽明海運; pinyin: Yáng Míng Hǎi Yùn) est une entreprise de transport maritime taïwanaise, basé à Chilung, Taïwan. Cette ligne maritime a été fondée en 1972, mais a des liens historiques grâce à sa fusion avec la China Merchants Group, qui remonte à la Dynastie Qing (1872-1995).
À la mi-2012, Yang Ming exploitait une flotte de 85 navires d'une capacité opérationnelle de 4,2 millions de tonnes de Port en lourd, capables de transporter 346 000 équivalent vingt pieds (EVP), dont les principaux navires sont les navires porte-conteneurs ,.
Le groupe Yang Ming comprend une unité logistique (Yes Logistics Corp. et Jing Ming Transport Co.), des terminaux à conteneurs à Taiwan, en Belgique, aux Pays-Bas et aux États-Unis, ainsi que des services de manutention (port de Kaohsiung, Taiwan). La gamme de services de Yang Ming couvre plus de 70 pays avec plus de 170 points de service.
En septembre 2018, Yang Ming baptise son nouveau porte-conteneurs, le YM Wellbeing d'une capacité de 14 220 EVP.
Avec un flotte de 88 Porte-conteneurs et d'une capacité de 629 585 EVP au 1er aout 2021, Yang Ming est le neuvième armement de porte-conteneurs avec (2,5 % de parts de marché).